# انتخابات الرئاسة الفرنسية 1965
انتخابات الرئاسة الفرنسية 1965 هي انتخابات رئاسية فرنسية التي جرت في 5 ديسمبر 1965، و19 ديسمبر 1965، في فرنسا، لانتخاب رئيس الجمهورية الفرنسية، فاز بالانتخابات شارل ديغول.

## المرشحين
| المرشح                        | الحزب | عدد الأصوات |
| ----------------------------- | ----- | ----------- |
| شارل ديغول                    |       |             |
| فرنسوا ميتران                 |       |             |
| Jean Lecanuet ‏                |       |             |
| Jean-Louis Tixier-Vignancour ‏ |       |             |
| Pierre Marcilhacy ‏            |       |             |
| مارسيل باربو                  |       |             |